# Marcel Kiepach
Marcel pl. Kiepach (Križevci, 12. veljače 1894. – ruska fronta, 12. kolovoza 1915.) bio je izumitelj. Njegovi radovi pokrivaju područja elektronike, magnetizma, akustike, prijenosa zvučnih signala i transformatora. 
Potomak je vlastelinske obitelji Kiepach, koja je došla u Križevce početkom 19. stoljeća i općenito utjecala na povijest grada. Studirao je gospodarske znanosti u Berlinu i elektrotehniku u Charlottenburgu. 
U Berlinu je kao šesnaestogodišnjak 16. ožujka 1910. patentirao brodski kompas koji pokazuje sjever bez obzira na blizinu željeza ili magnetskih sila, a usavršio ga je i patentirao u Londonu 20. prosinca 1911. kao uređaj za daljinsko pokazivanje brodskog kompasa, koji se sastoji od ampermetara kao pokaznih instrumenata smještenih u raznim dijelovima broda, na čiji rad ne mogu utjecati magnetske sile niti magnetske mase u njihovoj blizini.
U Francuskoj je patentirao dinamo za rasvjetu vozila. Bio je to električni generator s mehaničkim pogonom samoga vozila. Njegov "mali transformator" za niski napon široko se primjenjivao po sustavu "Kiepach-Weiland", a patentirao je i strujni prekidač na principu strujnog tlaka za rendgen. Radio je i na raznim drugim područjima mehanike i elektronike. Dopisivao se s uglednim svjetskim znanstvenicima i izumiteljima. 
Kad je izbio Prvi svjetski rat, javio se u dragovoljce i poginuo na ruskoj fronti u 21. godini. Njegovi su posmrtni ostaci 1917. doneseni u Križevce, gdje su položeni u obiteljsku grobnicu na Gradskom groblju. 
Njegova dva patenta su uključena u veliku izložbu "Znanost u Hrvata: prirodoslovlje i njegova primjena" (lipanj – listopad 1996., Klovićevi dvori). Prof. Vladimir Muljević je govorio o njegovu radu na IV. međunarodnom simpoziju o novim tehnologijama 1993. U Križevcima djeluje Inovatorsko društvo "Marcel Kiepach". Gradski muzej Križevci posjeduje njegovu opsežnu dokumentaciju te brojne obiteljske fotografije i dokumente, a 2004. priređena je izložba o obitelji Kiepach u Križevcima.

## Vanjske poveznice
- Marcel Kiepach u Gradskom muzeju Križevci  Arhivirana inačica izvorne stranice od 15. srpnja 2007. (Wayback Machine)
- Kiepachov život i rad
- Križevci.eu: Marcel pl. Kiepach  Arhivirana inačica izvorne stranice od 7. listopada 2007. (Wayback Machine)